# Prepops nigroscutellatus
Prepops nigroscutellatus är en insektsart som först beskrevs av Knight 1923.  Prepops nigroscutellatus ingår i släktet Prepops och familjen ängsskinnbaggar. Inga underarter finns listade i Catalogue of Life.